# Украинцы в США
Украинцы США или американские украинцы (укр. українські американці, англ. Ukrainian Americans) — граждане Соединённых Штатов Америки и национальная община, имеющая полное или частичное украинское этническое происхождение, которая сформировалась в течение нескольких исторических периодов.
Согласно переписи населения, в 2006 году было 961 113 американца украинского происхождения, что составило 0,33 % населения США. Таким образом, украинская диаспора Соединённых Штатов по численности уступает только диаспоре в России и Канаде. По данным переписи 2000 года, наибольшее число украинских американцев проживало в следующих городах: Нью-Йорк (160 000 украинцев), Филадельфия (60 000), Чикаго (46 000), Лос-Анджелес (34 000) и Детройт (33 000).

## История эмиграции

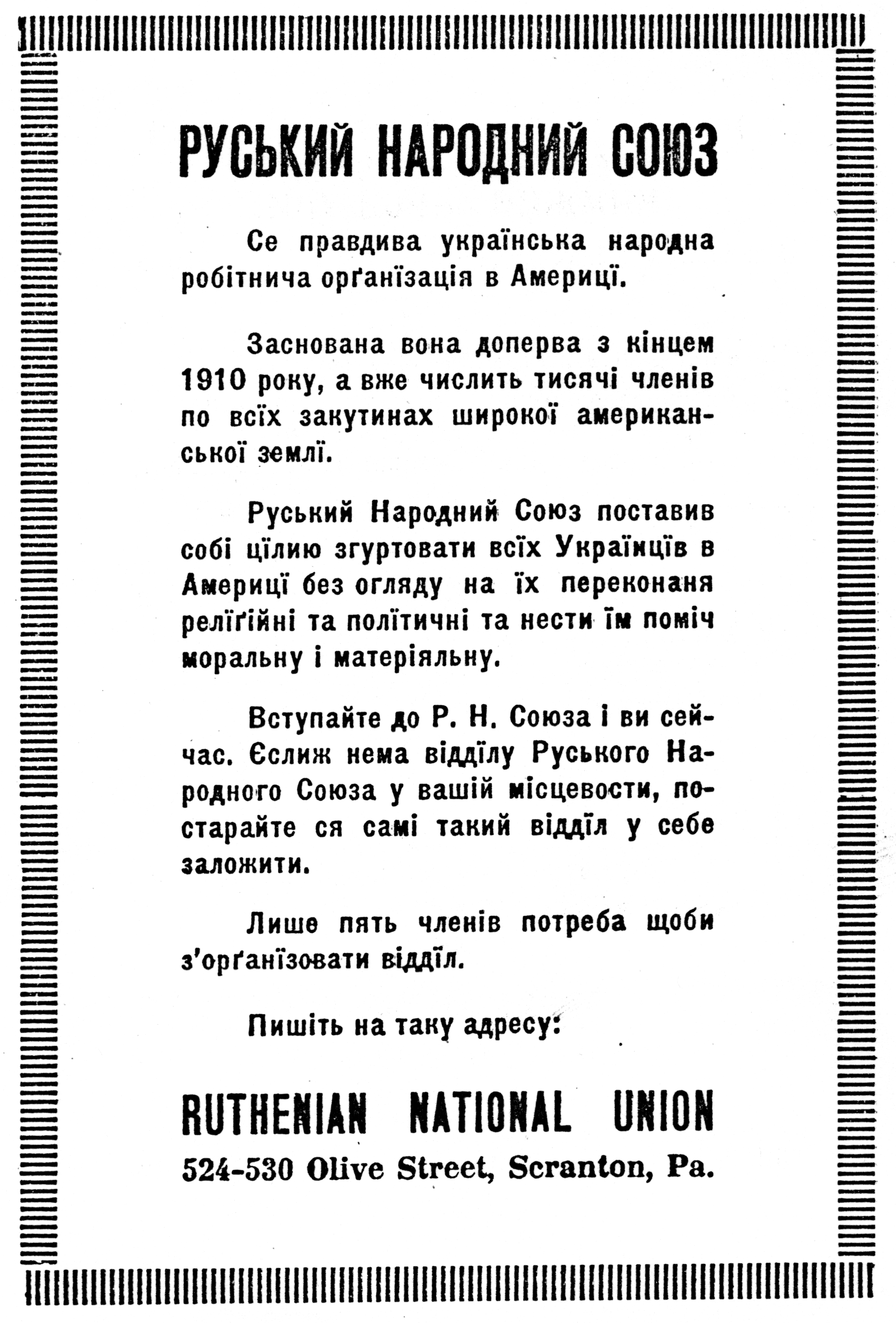
Плакат Руського народного союза

Украинская диаспора в США сформировалась в течение трёх основных исторических периодов:
«Первым украинцем» в США называют Агапия Гончаренко, православного священника, ставшего эмигрантом по политическим причинам. Период между 1877 и 1899 годами называют временем «первой волны» массовой украинской иммиграции в США, численность которой составляла от 150 до 200 тысяч человек. Среди украинских эмигрантов этого периода преобладали подданные Австро-Венгрии (из Закарпатья, Буковины и Лемковщины), но в США эмигрировали и украинцы из Российской империи (из Волынской, Екатеринославской, Киевской, Херсонской, Подольской губерний). С 1899 по 1914 год в США иммигрировало ещё от 250 до 300 тыс. украинцев, при этом основной страной эмиграции оставалась Австро-Венгрия. Одной из первых организаций украинской диаспоры в США был «Руський народный союз», основанный в 1894 году, в 1915 году его название было изменено на «Украинский народный союз». До настоящего времени он остаётся крупнейшей общественной организацией американских украинцев..

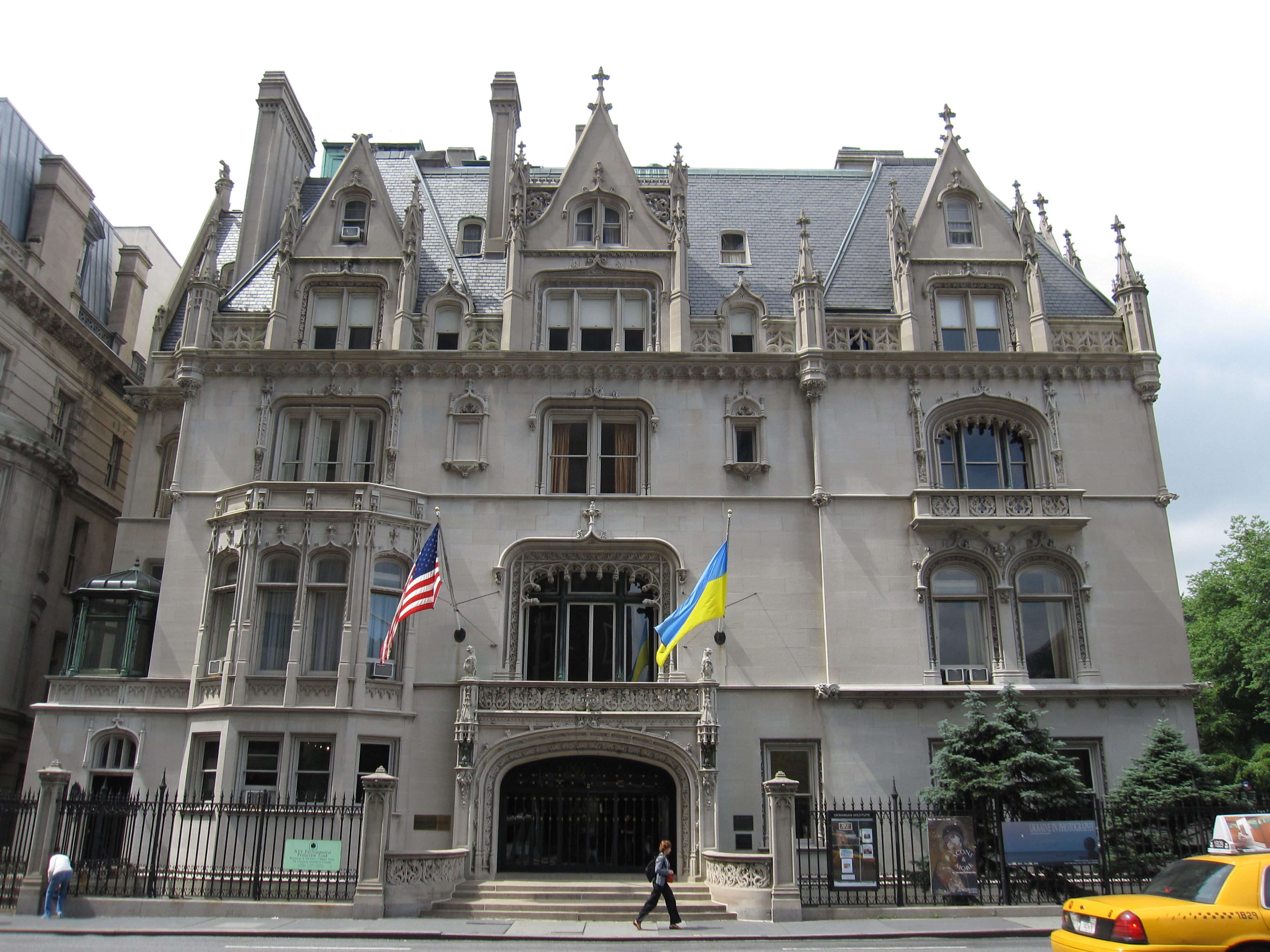
Украинский американский институт на Пятой Авеню на Манхеттене, Нью-Йорк

В межвоенный период в США переселились по разным данным от 15 до 40 тыс. украинцев (в основном, с Западной Украины, находившейся в составе Польши, так как из УССР эмиграция практически была запрещена), но вторая волна массовой эмиграции украинцев началась после Второй мировой войны. В
1947-1955 года из лагерей для «перемещенных лиц» из Европы в США прибыло около 80 тыс. украинцев. В этот период иммигранты основали молодёжные организации, сосредоточившиеся на национальных и политических проблемах украинского населения. Самые большие по численности молодёжные организации: «Пласт», Украинская ассоциация молодежи Америки, Ассоциация демократической украинской молодежи. Основные сферы их деятельности — образование, культура, творчество и спорт. Многие из украинских клубов в колледжах и университетах присоединились к Федерации украинских организаций студентов, основанной в 1953 году. Каждое лето при университетах организуют летние лагеря с целью обучения детей украинскому языку, литературе, истории. Возникают научные общества, например, общество имени Тараса Шевченко в Нью-Йорке (1947). Члены общества занимаются организацией научных конференций, лекций, концертов. Украинские американцы создали много музеев и библиотек, формировали архивы. В украинском музее-архиве, созданном в 1952 году, хранится не менее 20 тыс. томов архивных материалов, которые охватывают период украинской иммиграции после Второй мировой войны.
Третья волна украинской эмиграции в США началась в начале 1990-х годов, после распада СССР.

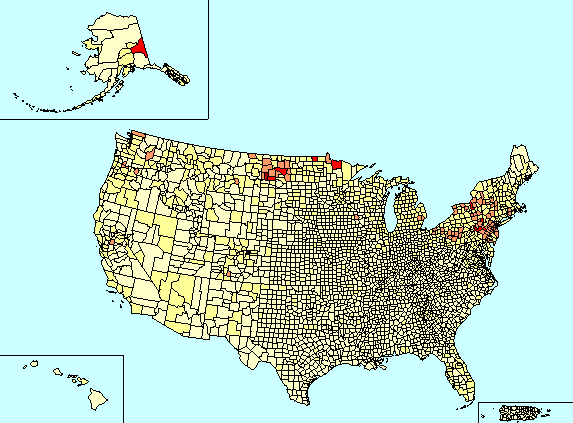
Регионы компактного проживания американских украинцев по данным переписи

## Демография
Согласно переписи 2000 года, в США проживало 892 922 американца украинского происхождения; из этого числа 275 155 родились на Украине. Штаты с самой большой численностью представителей украинской диаспоры:
| Нью-Йорк     | 148 700 |
| Пенсильвания | 122 291 |
| Калифорния   | 83 125  |
| Нью-Джерси   | 73 809  |
| Огайо        | 48 908  |
| Иллинойс     | 47 623  |

Украинцы проживают компактно, причём большая их часть проживает в североатлантических штатах США.

## Религия

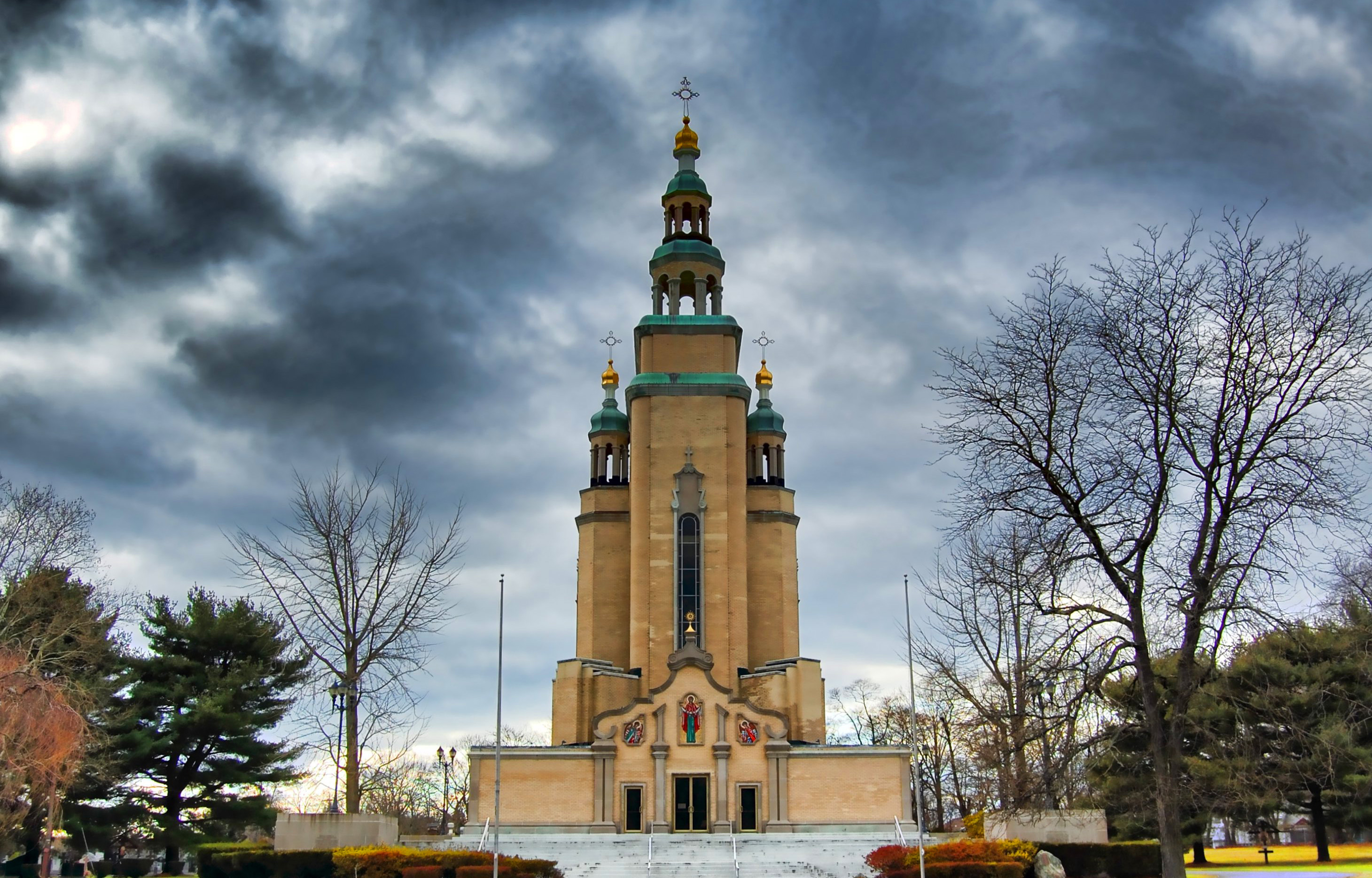
Мемориальная церковь Святого Андрея в Саут-Баунд-Бруке, была построена как мемориал в честь жертв голодомора и служит штаб-квартирой Украинской Православной Церкви США

Основной религиозной конфессией украинской диаспоры является Украинская греко-католическая церковь (УГКЦ), которая ведёт свою историю на территории Соединённых Штатов Америки с начала XX века.
28 мая 1913 года Святой Престол учредил Ординариат для католиков византийского обряда, который 8 мая 1924 года был преобразован в Апостольский экзархат США.
20 июля 1956 года Апостольский экзархат США передал штат Нью-Йорк и Новую Англию новому Апостольскому экзархату Стемфорда, ныне — Стемфордская епархия. 10 июля 1958 года экзархат был преобразован в Филадельфийскую архиепархию.
14 июля 1961 года Филадельфийская архиепархия передала территории к западу от штата Огайо новой Чикагской епархии.
В известном районе компактного проживания украинской диаспоры в Чикаго под названием «Украинская Деревня» расположен кафедральный Собор Святого Николая, являющийся главным храмом епархии.
5 декабря 1983 года Филадельфийская архиепархия передала территорию штатов Огайо, Кентукки, Теннесси, Миссисипи, Алабама, Джорджия, Флорида, Северная Каролина, Западная Виргиния и Пенсильвания новой Пармской епархии.
|  |  |  |  |

## Образование и украинский язык
В разные исторические периоды на территории США появляется множество учреждений, занимающихся украинской проблематикой, развивается академическая наука. В качестве примера можно привести Украинское научное общество им. Тараса Шевченко (1947 г.) и Украинское историческое общество (1964 г.). К началу 1960-х гг. в стране было 76 украинских школ. Сеть украинских школ, в которых факультативно обучают украинских детей и подростков языку, литературе, географии и истории протянулась сплошной полосой от Бостона до Лос-Анджелеса. Многие образовательные программы рассчитаны на возраст от детского сада до одиннадцатого класса. Религиозные предметы включаются, но посещение этих занятий не обязательно. Образовательный совет координировал действия 35 украинских школ в 2000 году. По его инициативе опубликованы учебники, пособия по украинской литературе и истории для студентов всей Украины.

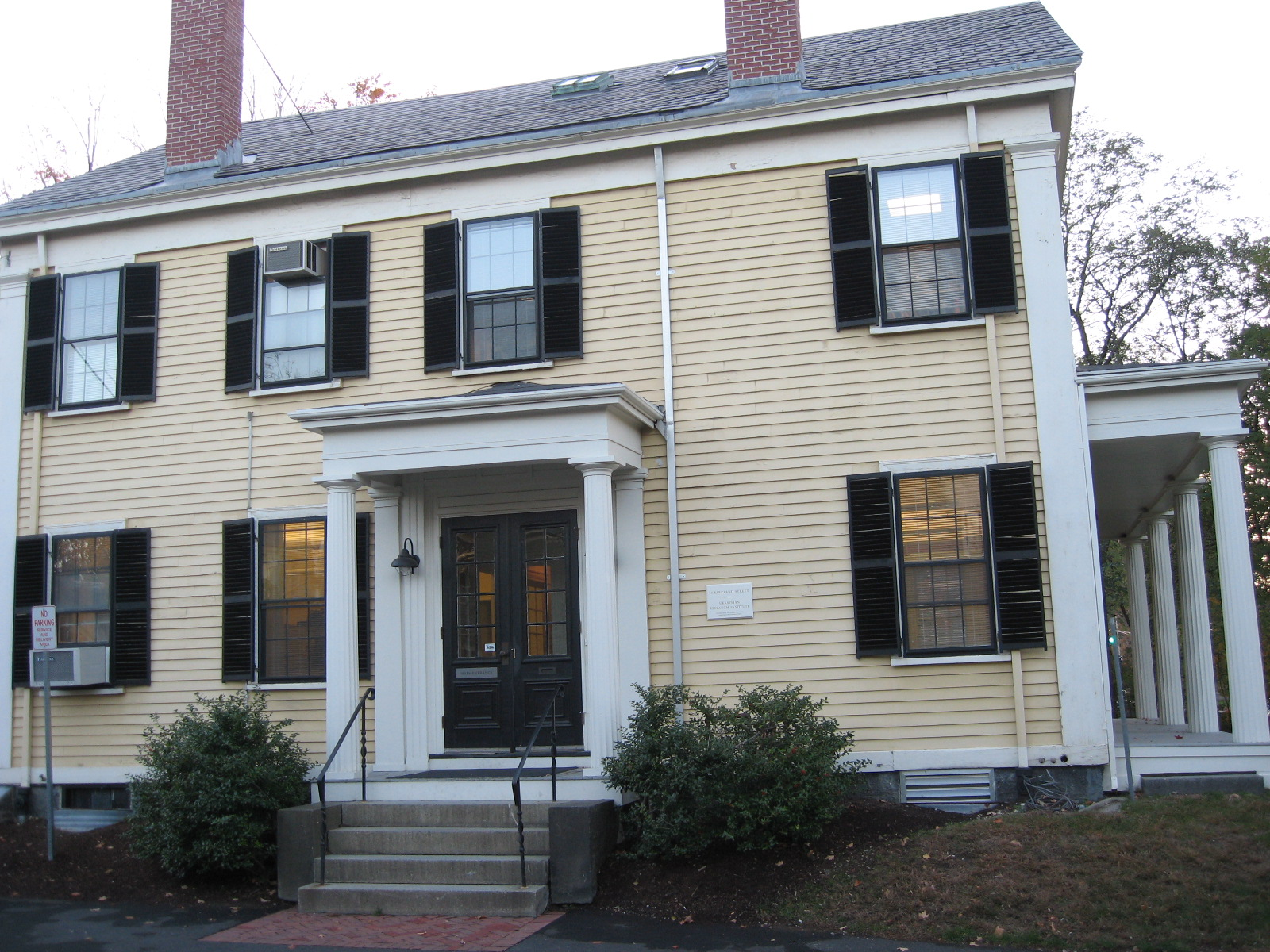
Украинский научный институт Гарвардского университета

Украинский язык преподается во многих школах, колледжах и университетах, среди них такие известные высшие учебные заведения, как Гарвардский, Стэнфордский, Иллинойсский, Мичиганский университеты. Особо следует выделить роль Гарварда, значение деятельности которого являлось необычайно важным для украинской диаспоры и для самой Украины. В 1973 году под руководством и по инициативе историка Омельяна Прицака был создан Украинский научный институт при Гарвардском университете, в котором изучается история, культура, язык и политика Украины. Другие области исследования включают украинскую литературу, археологию, искусство и экономику.
Институт действует в качестве координационного центра для студентов и аспирантов, научных сотрудников и преподавателей, оказывая им помощь в исследованиях. До создания научного института его учредители проводили еженедельные семинары по украинистике, которые проводятся и по сей день, с 2001 года под эгидой Гарвардской группы украинистики. Украинский научный институт поддерживает одну из самых больших коллекций украинских книг и других медиа на Западе, как непосредственно у себя, так и во многих библиотеках Гарварда. Научный институт также управляет Гарвардским украинским летним институтом, который предлагает летние курсы по различным темам, связанным с Украиной.
Украинская пресса играет важную роль в поддержке связи Украины с диаспорой. Пионером в появлении украинской прессы стал еженедельник Православного общества взаимопомощи «Світ», начавший выходить в 1897 году в Пенсильвании. Он издавался одновременно и на русском и на украинском языке. Там же в 1910 году вышел первый номер газеты «Народная Воля», в данный момент издание выходит под названием «Альманах Украинского Общественного Союза». Долгое время в числе самых популярных среди украинского населения США были газеты «Украина» (1932—1941) и «Новый шлях» (1935—1955). С 1977 года выходят периодические издания «Украинские новости» от республиканско-демократической партии, «Национальная трибуна», «Новая заря» в Чикаго, «Шлях» в Филадельфии.

## Украинские культурные объекты в США

### Мемориал Тараса Шевченко в Вашингтоне
Мемориал Тараса Шевченко — исторический монумент, находящийся в 2200-м квартале на П-стрит в районе Дюпонт-серкл в столице страны — Вашингтоне. Представляет собой бронзовую статую на постаменте, рядом с которым располагается памятная стела с рельефом. Монумент посвящён украинскому поэту и художнику Тарасу Шевченко, оказавшему большое влияние на современную украинскую литературу.

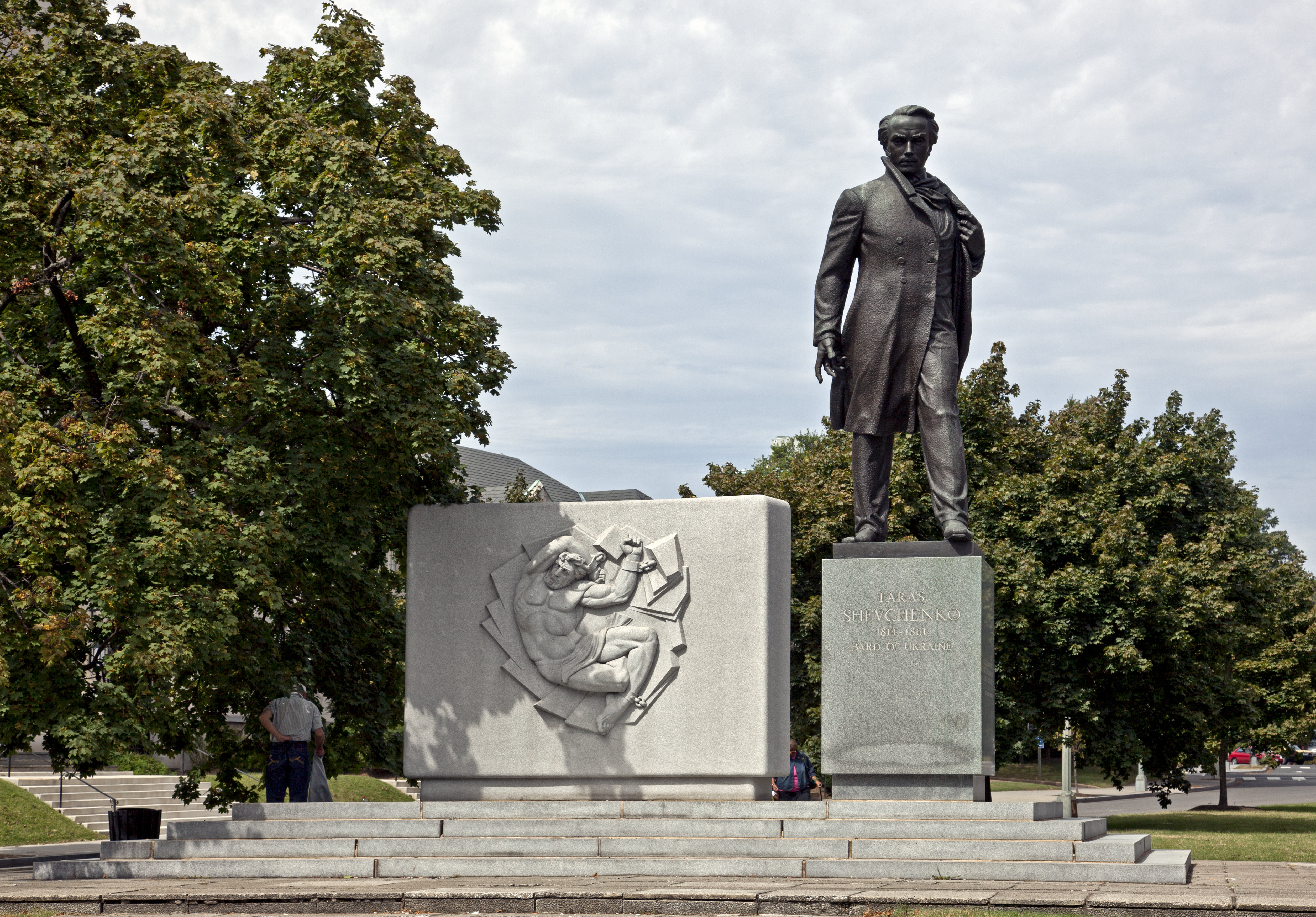
Мемориал Тараса Шевченко в Вашингтоне

В комитет по возведению мемориала входили многие известные личности, в том числе бывший президент США Гарри Трумэн в качестве почётного председателя. Выразителем мнения общественности, возражавшей против установки памятника, стала редакция газеты The Washington Post. Торжественное открытие монумента состоялось в 1964 году и было приурочено к 150-летию со дня рождения Шевченко. Главным гостем на церемонии, собравшей выдающихся украинских американцев, членов Конгресса США и голливудских актёров, стал бывший президент США Дуайт Эйзенхауэр.
Скульптором является украинский канадец Лео Мол, оказавшийся автором одного из двух монументов, посвящённых истории Украины в столице США. Вторым стал мемориал памяти жертв голода 1932—1933 годов. Мемориал Тараса Шевченко и окружающий его парк находятся в ведении федерального правительства США.
Наиболее заметным из присутствующих во время церемонии открытия был бывший президент США Эйзенхауэр, которому было доверено снять покров со статуи. В преддверии этого события толпа в течение нескольких минут скандировала «Мы любим Айка!». Эйзенхауэр снял покрывавшее статую полотнище после 12-минутной речи, в которой назвал Шевченко украинским героем и отметил:
Я надеюсь, что ваш великолепный марш из тени Монумента Вашингтона к подножию статуи Шевченко сможет начать новое всемирное движение в сердцах, умах, словах и действиях людей; нескончаемое движение, посвященное независимости и свободе людей всех порабощенных народов всего мира.

### Мемориал жертвам голодомора в Вашингтоне

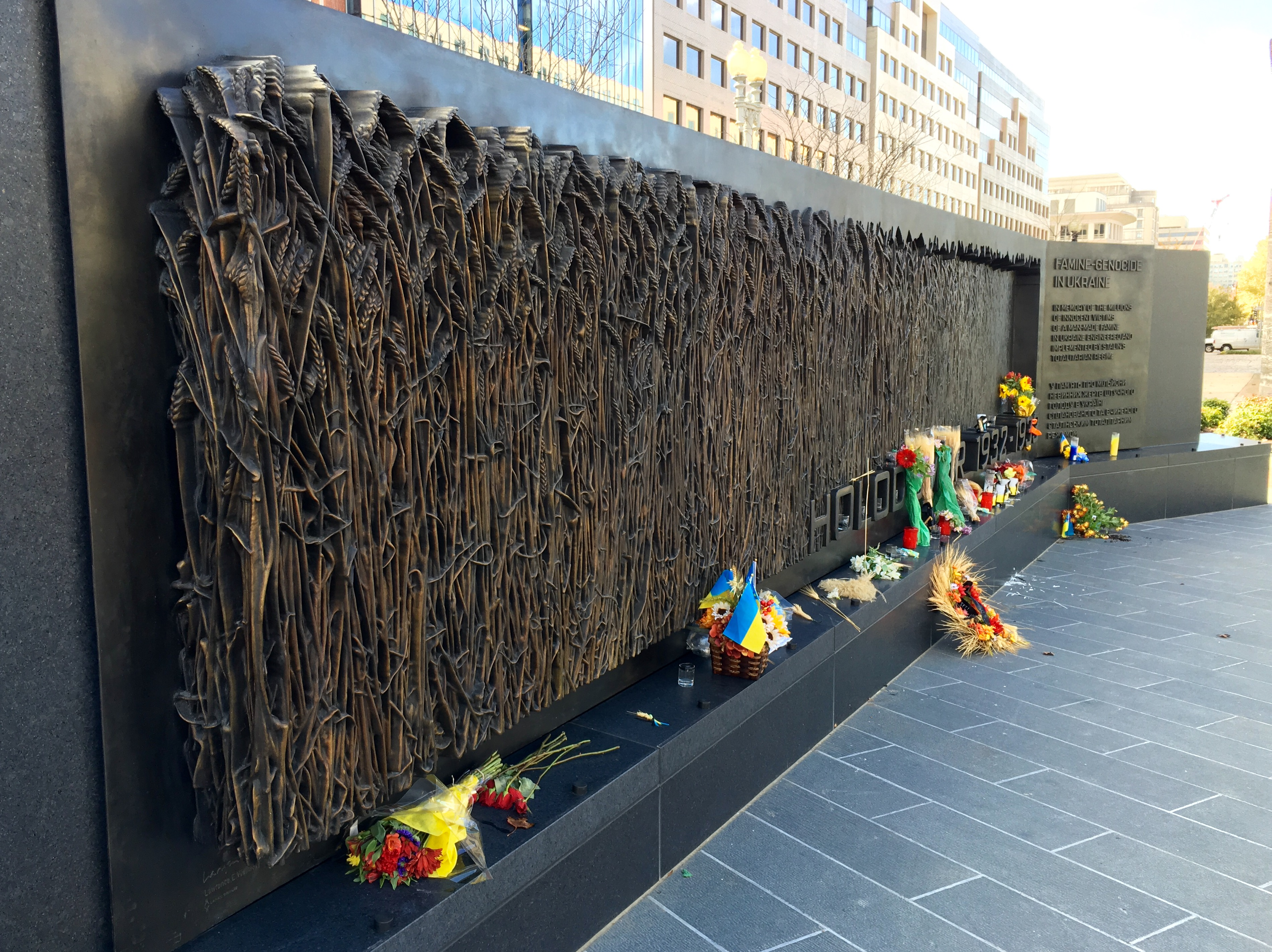
Мемориал жертвам голодомора в Вашингтоне

Мемориал был установлен в память о миллионах жертв голодомора на Украине 1930-х годов и расположен в Вашингтоне.
В 1988 году Комиссией США по голоду на Украине был сделан вывод, что голод на Украине был вызван изъятием урожая советской властью. В 2003 году правительство США признало голодомор актом геноцида, и после этого среди членов Украинского конгрессового комитета Америки родилась идея установить памятник всем жертвам голода, которая была поддержана конгрессменами. 29 сентября 2006 года Сенат США единогласно принял Публичный закон № 562, в котором было объявлено о принятии проекта возведения на федеральной земле округа Колумбия памятника в память о миллионах украинцев, погибших в результате голодомора 1932—1933 годов — голода-геноцида в Советском Союзе. 13 октября того же года закон «О предоставлении разрешения правительству Украины установить на федеральной земле округа Колумбия мемориал жертвам голодомора на Украине 1932—1933 годов» был подписан президентом США Джорджем Бушем-младшим.
Торжественная церемония открытия мемориала состоялась 7 ноября 2015 года.